# Maria Merkert

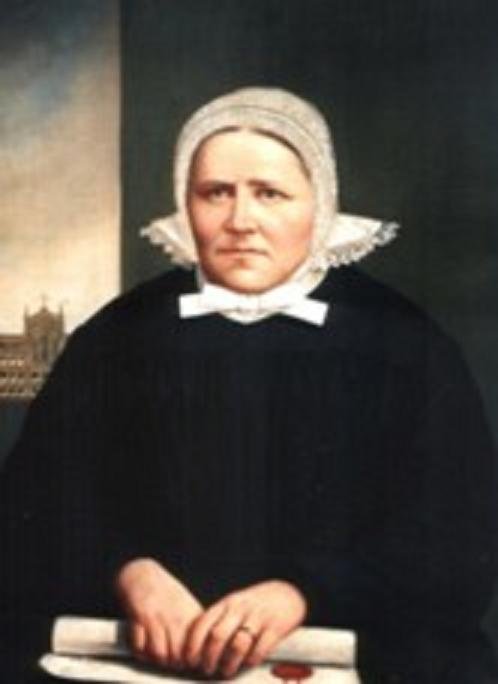
Maria Merkert

Maria Luise Merkert (* 21. September 1817 in Neisse (Oberschlesien); † 14. November 1872 ebenda) war eine deutsche Krankenpflegerin und Ordensschwester sowie Mitgründerin der Kongregation der Schwestern von der heiligen Elisabeth (Graue Schwestern). Sie wurde am 30. September 2007 seliggesprochen.

## Jugend und Krankenpflegeverein
Maria Luise Merkert wurde am 21. September 1817 in Neisse als zweite Tochter des Maurergesellen Anton Merkert und seiner Ehefrau Maria Barbara geboren. Sie besuchte wie ihre Schwester Mathilde die Volksschule. Die streng katholisch erzogenen Mädchen machten ihre ersten Erfahrungen mit der Krankenpflege während der Choleraepidemie in den Jahren 1831 bis 1833 und der Pflege ihrer lungenkranken Mutter. In den Mädchen reifte der Wunsch, die Krankenpflege als Lebensaufgabe zu übernehmen. Gemeinsam mit ihrer Schwester Mathilde trat sie am 27. September 1842 dem Frauenverein für ambulante Krankenpflege bei, der von Klara Wolff initiiert worden war und dem auch Franziska Werner angehörte. Aufgabe des Vereins war die häusliche Pflege von Kranken und Verlassenen. Gemeinsam mit Oberkaplan Franz Fischer entwarfen sie 1844 Vereinsstatuten und eine Hausordnung für das von den Frauen bewohnte Haus. Der Verein erhielt den Namen Schwesternverein zur Pflege hilfloser Kranker unter dem Schutz des allerheiligsten Herzens Jesu.
1846 schlossen sie sich auf Drängen der kirchlichen Obrigkeit den Borromäerinnen an, einer in der Krankenpflege tätigen Ordensgemeinschaft. Mathilde Merkert infizierte sich 1846 bei der Krankenpflege mit Typhus und starb, Klara Wolff trat bereits während des Noviziats aus dem Orden aus, Franziska Werner und Maria Merkert verließen den Orden 1850, da sie ihre Berufung in der häuslichen Krankenpflege sahen, während die Borromäerinnen überwiegend in Krankenhäusern arbeiteten.

### Gründung des St. Elisabeth-Vereins
Gemeinsam mit Franziska Werner begann Maria Merkert am 9. November 1850, dem Gedenktag der heiligen Elisabeth, die sie zur Patronin der Gemeinschaft gewählt hatte, erneut mit ihrem Apostolat in Neisse. Die Statuten orientierten sich an denen des ersten von den Frauen geführten Krankenpflegevereins, sie nannten sich Graue Schwestern von der heiligen Elisabeth.

### Kirchliche Anerkennung der Grauen Schwestern
Der Breslauer Fürstbischof Heinrich Förster erkannte den St. Elisabeth-Verein am 4. September 1859 als kirchliche Gemeinschaft an. Der Verein hatte damals mehr als sechzig Mitglieder und verfügte über dreizehn Niederlassungen. Ihre Mitschwestern wählten Maria Merkert einstimmig zur ersten Generaloberin, und der Fürstbischof bestätigte sie in diesem Amt am 27. Dezember 1859. Sie übernahm in der Folge die Leitung der Gemeinschaft. Dabei stieß sie teilweise auf Ablehnung, denn man betrachtete sie als ausgetretene Borromäerin, die die gute Arbeit dieses Ordens in der Stadt gefährdete.
Da die Pfarrgemeinde sie nicht unterstützte, arbeitete sie mit der Stadtverwaltung zusammen. Der Bürgermeister setzte ein Kuratorium ein, das der Schwesterngemeinschaft eine Rechtsform gab, Spendengelder verwaltete und die Gründung auswärtiger Niederlassungen erleichterte. Dadurch wurden die Schwestern bekannt und gewannen allgemeines Ansehen. Ein Pfarrer, der sie gut kannte, schrieb über sie: „Im übrigen wüsste ich unter den Schwestern keine vorzuschlagen, welche sich besser zur Generaloberin eignete als die Schwester Maria Merkert. Sie ist von großer Liebe zu den Armen und Kranken entflammt, sie tötet sich ab, um anderen helfen zu können; sie ist klug und gewandt in den schwierigsten Lagen; sie genießt bei allen Schwestern eine große Achtung und Liebe und übt eine unbedingte Herrschaft über alle aus. Ihr Verdienst ist es, nächst der Gnade Gottes, dass der St. Elisabeth-Verein sich in der jetzigen Weise ausgebildet hat.“
Am 5. Mai 1860 legte Maria Merkert die Profess ab.
Die Schwesterngemeinschaft erhielt am 8. Juni 1860 neue Statuten. Die Hilfe des Kuratoriums der Neisser Stadtverwaltung benötigte sie nicht mehr. Obwohl Maria Merkert gedrängt wurde, das Mutterhaus der Gemeinschaft an den Sitz des Bischofs nach Breslau zu verlegen, beließ sie es in Neisse und ließ dort ein repräsentatives Mutterhaus bauen. Es wurde am 21. November 1865 eingeweiht. Als Träger für die soziale Arbeit des St. Elisabeth-Vereins gründete Maria Merkert am 8. Januar 1864 in Neisse die Katholische Wohltätigkeitsanstalt zur heiligen Elisabeth (KWA). Bald darauf brach der Dänische Krieg aus, und die Elisabethschwestern gehörten zu den ersten katholischen Ordensleuten, die Verwundete pflegten. Aufgrund ihrer Leistungen erkannte der preußische König Wilhelm I. die KWA am 23. Mai 1864 als juristische Person an.

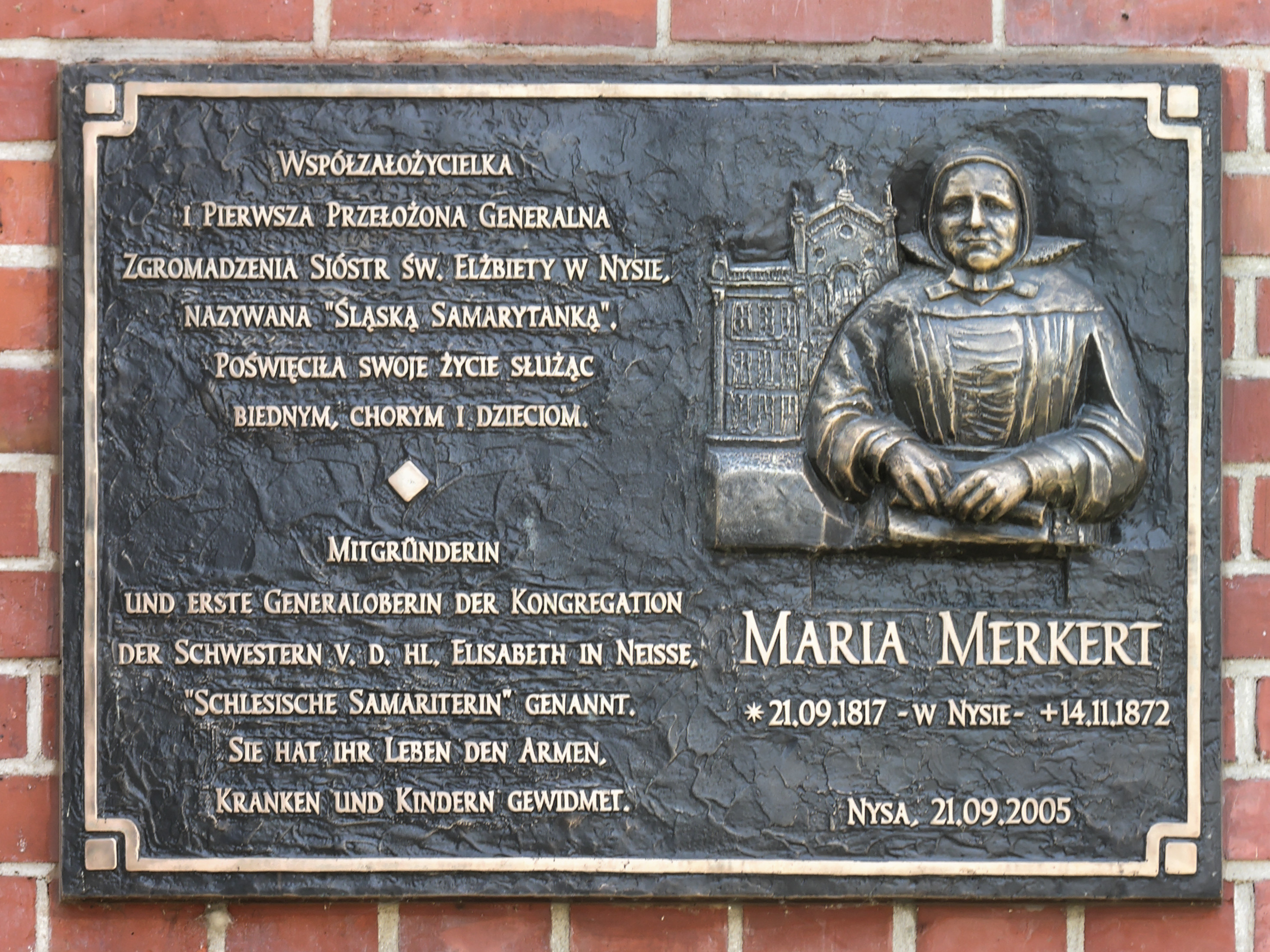
Gedenktafel für Maria Merkert in Neisse

Ab etwa 1866 litt Maria Merkert unter einem Leber- oder Herzleiden, das sich 1872 stark verschlimmerte. Kurz vor ihrem Tod erhielt der Orden am 7. Juni 1871 die päpstliche Approbation von Papst Pius IX. Sie starb am 14. November 1872 im Alter von 55 Jahren und hinterließ eine Kongregation, der damals bereits über 440 Schwestern in 87 Niederlassungen angehörten. Ihre Nachfolgerin im Amt der Generaloberin wurde Franziska Werner.

## Seligsprechung
16. Juli 1964 wurden die sterblichen Überreste von Maria Merkert und Franziska Werner in die Krypta der St. Jakobus-Kirche in Neisse überführt und in einer Seitenkapelle der Kirche beigesetzt. Am 19. Februar 1985 eröffnete Bischof Alfons Nossol von Oppeln den Seligsprechungsprozess. Papst Johannes Paul II. erkannte am 20. Dezember 2004 ihre heroischen Tugenden an, und Papst Benedikt XVI. bestätigte am 1. Juni 2007 ein Wunder auf ihre Fürsprache. Am 30. September 2007 wurde Maria Merkert in Neisse in einem von Kardinal José Saraiva Martins zelebrierten Gottesdienst seliggesprochen.